# HD 173087
HD 173087，又名BD+34 3285，SAO 67265、HR 7033，是一颗恒星，视星等为6.47，位于銀經63.87，銀緯16.83，其B1900.0坐标为赤經18h 38m 31.7s，赤緯+34° 16.83′ 56″。